# Belmonte (Bahia)
Belmonte, amtlich portugiesisch Município de Belmonte, ist eine Gemeinde in Brasilien im Bundesstaat Bahia. Die Bevölkerung wurde zum 1. Juli 2019 auf 23.328 Einwohner geschätzt, die  Belmontenser (belmontenses) genannt werden. Die Fläche der Gemeinde beträgt rund 1939,4 km² (2018). Die Entfernung zur Hauptstadt Salvador beträgt 695 km. Belmonte ist die nördlichste Stadt der Costa do Descobrimento und hat mehrere Strände am Atlantik.

## Geschichte
Die Gemeinde wurde 1764 als Vila de Nossa Senhora do Carmo do Belo Monte gegründet und erhielt am 23. Mai 1891 Stadtstatus und Selbstverwaltungsrecht. Benannt wurde der Ort nach dem wahrscheinlichen Geburtsort Belmonte in Portugal des als Entdecker Brasiliens geltenden Pedro Álvares Cabral. Neben Belmonte als Sitz des großen Gemeindegebietes bestehen noch die Distrikte Boca do Córrego und Mogiquiçaba.
Es gibt noch viele erhaltene Gebäude aus der Zeit der Kakaobarone im Kolonialstil. Sie befinden sich in der Nähe der Anlegestelle am Rio Jequitinhonha, der in Belmonte in den Atlantischen Ozean mündet, und dem Busbahnhof (Rodoviaria).

## Geographie
Umliegende Gemeinden sind Santa Cruz Cabrália, Canavieiras, Mascote, Eunápolis und Itapebi.